# موريس إي ماكلولين
موريس إي ماكلولين (بالإنجليزية: Maurice E. McLoughlin)‏ مواليد 7 يناير 1890 في كارسون سيتي، الولايات المتحدة - الوفاة 10 ديسمبر 1957 في هيرموسا بيتش، الولايات المتحدة، كان لاعب كرة مضرب أمريكي وكان يلعب باليد اليمنى، اعتزل اللعب في 1919. كما أنه أحد أبطال الجراند سلام. أعلى تصنيف له في الفردي كان المركز الـ 1 في سنة 1914.

## روابط خارجية
- موريس إي ماكلولين على موقع رابطة محترفي التنس (الإنجليزية)
- موريس إي ماكلولين على موقع الاتحاد الدولي لكرة المضرب (الإنجليزية)
- موريس إي ماكلولين على موقع كأس ديفيز (الإنجليزية)
- موريس إي ماكلولين على موقع قاعة مشاهير كرة المضرب الدولية (الإنجليزية)
- موريس إي ماكلولين على موقع خلاصة التنس.كوم (الإنجليزية)